# Shane Brolly
Shane Brolly, född 6 mars 1969 i Belfast, Nordirland, är en brittisk skådespelare.

## Filmografi, i urval
- 2003 – Underworld
- 2005 – Underworld: Evolution
- 2006 – Room 6
- 2009 – L.A. Gigolo